# Спаровые
Спаровые, или морские караси (лат. Sparidae), — семейство лучепёрых рыб из отряда Spariformes. Ранее относились к отряду окунеобразных. Отличаются своеобразным, сильно специализованным строением зубов: передние зубы в виде резцов, боковые в виде коренных, нёбо, как правило, без зубов. В состав семейства включают 37 родов и 148 видов.

## Внешний вид
Тело сжатое, удлинённое, высокое округлое или продолговатое, покрыто слабоктеноидной чешуёй. Рот расположен на конце рыла, глаза умеренной величины. Один сплошной спинной плавник с 10—13 колючими лучами и 10—15 мягкими лучами. В анальном плавнике 3 колючих и 8—14 мягких лучей. Брюшные плавники расположены на груди под грудными плавниками, с небольшой лопастинкой у основания. Длина варьируется от 10 см до 1,5 м. Окраска яркая, разнообразная. Множество зубов.

## Распространение и образ жизни
Распространены в Тихом, Атлантическом и Индийском океанах. Спаровые живут у берегов морей жаркого и умеренного пояса. Бывают как хищники, так планктонофаги и растительноядные.

## Размножение
Половые железы спаровых содержат как мужские, так и женские зачатки, но при этом большинство видов раздельнополы, хотя есть и настоящие гермафродиты, в течение жизни меняющие пол с мужского на женский (дихогамия).

## Применение
По большей части спаровые съедобны, некоторые имеют важное промысловое значение. Водящаяся в Средиземном море и у берегов Англии дорада подращивалась в Риме в бассейнах. В кулинарии особенно ценятся золотистый спар и обыкновенный зубан.

## Классификация
- Acanthopagrus Peters, 1855 — Милии, или акантопагры[8]
- Archosargus  Gill, 1865
- Argyrops  Swainson, 1839 — Аргиропсы
- Argyrozona  Smith, 1938 — Аргирозоны
- Boops  Cuvier, 1814 — Бопсы, или полосатики
- Boopsoidea  Castelnau, 1861 — Капские большеглазки, или боги
- Calamus Swainson, 1839 — Каламы
- Centracanthus Rafinesque, 1810 — центраканты
- Cheimerius  Smith, 1938 — Хеймеры
- Chrysoblephus  Swainson, 1839 — Дагерады, или порги
- Crenidens  Valenciennes, 1830 — Бурозубые морские караси
- Cymatoceps  Smith, 1938 — Носатые караси
- Dentex  Cuvier, 1814 — Зубаны
- Diplodus  Rafinesque, 1810 — Сарги
- Evynnis  Jordan & Thompson, 1912 — Таи
- Gymnocrotaphus  Günther, 1859 — Коричневые караси
- Lagodon  Holbrook, 1855 — Колючие чопы
- Lithognathus  Swainson, 1839 — Землерои, или морморы
- Oblada  Cuvier, 1829 — Облады
- Pachymetopon  Günther, 1859 — Бронзовые морские караси
- Pagellus  Valenciennes, 1830 — Пагели, или бесуги
- Pagrus  Cuvier, 1816 — Пагры
- Parargyrops  Tanaka, 1916
- Petrus  Smith, 1938 — Каменные зубаны
- Polyamblyodon  Norman, 1935 — Южноафриканские порги
- Polysteganus  Klunzinger, 1870 — Серебристые зубаны
- Porcostoma  Smith, 1938 — Поркостомы
- Pterogymnus  Smith, 1938 — Радужные караси
- Rhabdosargus  Fowler, 1933 — Тупорылы
- Sarpa  Bonaparte, 1831 — Сальпы, или сарпы
- Sparidentex  Munro, 1948 — Индостанские морские караси
- Sparodon  Smith, 1938 — Серебристые спарусы
- Sparus  Linnaeus, 1758 — Спары, или морские караси
- Spicara Rafinesque, 1810 — Смариды
- Spondyliosoma  Cantor, 1849 — Кантары
- Stenotomus  Gill, 1865 — Скапы
- Virididentex  Poll, 1971